# رینگشتدت
رینگشتدت (به آلمانی: Ringstedt) یک منطقهٔ مسکونی در آلمان است که در گشتلاند واقع شده‌است. رینگشتدت ۸۰۲ نفر جمعیت دارد.